# Xã Avon, Quận Stearns, Minnesota
Xã Avon (tiếng Anh: Avon Township) là một xã thuộc quận Stearns, tiểu bang Minnesota, Hoa Kỳ. Năm 2010, dân số của xã này là 2.294 người.